# Justin Mottier
Justin Mottier (Saint-Georges-Buttavent, 14 september 1993) is een Frans wielrenner die sinds 2018 voor de in 2020 geheten B&B Hotels-Vital Concept p/b KTM ploeg uitkomt.

## Carrière
In 2015 werd Mottier tiende in het nationale kampioenschap op de weg voor beloften. Eerder dat jaar was hij onder meer derde geworden in het bergklassement van de Ronde van Bretagne en dertiende in de Grand Prix de la ville de Nogent-sur-Oise. Als stagiair bij Fortuneo-Vital Concept reed Mottier eind 2016 onder andere de Ronde van Utah, waar hij in de tweede etappe buiten tijd over de finish kwam.
In maart 2017 werd Mottier, achter Anthony Delaplace, tweede in de eerste etappe van de Ronde van Normandië. In de overige zes etappes wist hij zijn plek in het algemeen klassement met succes te verdedigen, waardoor hij ook daar tweede werd. In augustus werd bekend dat hij in 2018 prof zou worden bij Vital Concept.

## Resultaten in voornaamste wedstrijden
|      | \| Jaar \| Amstel Gold Race \| Ronde van Lombardije \| Waalse Pijl \| \| ---- \| ---------------- \| -------------------- \| ----------- \| \| 2018 \| opgave \| \| opgave \| \| 2019 \| \| opgave \| \| |                      |             |
| Jaar | Amstel Gold Race | Ronde van Lombardije | Waalse Pijl |
| 2018 | opgave |                      | opgave      |
| 2019 | | opgave               |             |

## Ploegen
2016 –  Fortuneo-Vital Concept (stagiair vanaf 1 augustus)
2018 –  Vital Concept Cycling Club
2019 –  Vital Concept-B&B Hotels
2020 –  B&B Hotels-Vital Concept p/b KTM
Bagot · Boeckmans · Coquard · Corbel · Courteille · De Backer · Ermenault · Fournier · Garel · Lammertink · Le Bon · Lecroq · Manzin · Morice · Mottier · Müller · Pacher · Reza · Turgis · Van Genechten